# نادي المنامة
نادي المنامة هو ناد متعدد الرياضات ومقره في المنامة عاصمة مملكة البحرين. فريق كرة القدم يلعب حاليا في دوري الدرجة الأولى.
منذ بداية الدوري في البحرين في عام 1945 حتى 2006 لم يكن للمنامة أي تأثير هام على كرة القدم البحرينية في حين أن منافسه الأهلي كان يحقق العديد من البطولات المحلية والمنامة كان يناضل من أجل الحفاظ على وضعهم بين النخبة.

## التاريخ
يعتبر نادي المنامة من أقدم أندية دولة البحرين حيث تأسس في عام 1946م وجاءت تسمية النادي بعد دمج أربعة أندية في منطقة العاصمة المنامة عام 1980م وهي الفردوسي 1946، التاج 1957، الإتفاق 1957 والشعاع 1957 واعتمد تاريخ إنشاء أقدم هذه الأندية وهو عام 1946م تاريخ التأسيس على أن تكون مدينة المنامة مركزا للنادي.
وكان لديها اربعة العاب رئيسية وهي:
- كرة القدم.
- كرة السلة.
- كرة الطائرة.
- كرة اليد.

و ايضاً كان لديها بعض الالعاب مثل ( البليارد، الدارت، البولنغ ..) .
وبعد ذالك توقف جميع هذه الالعاب بأستثناء ثلاثه وهي:
- كرة القدم.
- كرة السلة.
- لعبة البولنغ.

................
فريق كرة القدم:
لم يحرز نادي المنامة الكثير من البطولات في كرة القدم لكن احرزت ( كأس جلالة الملك حمد لعام 2017) ( بطولة كأس السوبر ) ( درع درجة الاولى ) و هي الان تلعب في دوري البحريني لكرة القدم الممتاز و احرزت في السنوات الاخيرية المراكز الثالث و الثاني.
فريق كرة السلة:
اشتهر النادي المنامة في لعبة السلة فأنها الرافده و الممول الاول للمنتخب الوطني لكرة السلة في جميع فئاتها . لديها 23 بطولة دوري السلة، 18 كأساً، بطولتين خليجيتين، فهي من اوائل الاندية البحرينية التي لعبت في البطولات الخليجية و الايسوية و منذ السبعينيات، و احرزت لأول مرة في تاريخ البحرين الثالث على آسيا في كرة السلة.
لعبة البولنغ:
لديها الكثير من البطولات في هذه اللعبة و هي متفوقة على الكثير من الاندية في البولنغ.

## التشكيلة الحالية
حسب موسم 2016-17:

ملاحظة: تشير الأعلام إلى المنتخب الوطني على النحو المحدد في قواعد الأهلية للفيفا. قد يحمل اللاعبون أكثر من جنسية واحدة غير تابعة للفيفا.
| الرقم | البلد    | المركز | اللاعب         |
| ----- | -------- | ------ | -------------- |
|       | البحرين  | حارس   | أشرف وحيد      |
|       | سوريا    | مدافع  | أحمد ديب       |
|       | البحرين  | مدافع  | حسن الموسوي    |
|       | البحرين  | مدافع  | حسين عياد      |
|       | البحرين  | مدافع  | سيد حسين هاشم  |
|       | البحرين  | مدافع  | عبد الله حسن   |
|       | البرازيل | مدافع  | لازارو         |
|       | البحرين  | مدافع  | محمد عادل      |
|       | البحرين  | وسط    | إبراهيم شوقي   |
|       | البحرين  | وسط    | دعيج عدنان     |
|       | البحرين  | وسط    | عباس الساري    |
|       | البحرين  | وسط    | علي حرم        |
|       | البحرين  | وسط    | علي عبد الحميد |

| الرقم | البلد    | المركز | اللاعب        |
| ----- | -------- | ------ | ------------- |
|       | البحرين  | وسط    | علي نوروز     |
|       | البحرين  | وسط    | محمد حبيل     |
|       | البحرين  | وسط    | محمد عيسى     |
|       | البحرين  | وسط    | محمود العجيمي |
|       | البحرين  | وسط    | محمود غلوم    |
|       | البحرين  | وسط    | محمود قمبر    |
|       | البرازيل | مهاجم  | إيفرتون       |
|       | البحرين  | مهاجم  | حميد درويش    |
|       | البحرين  | مهاجم  | علي حاجي      |
|       | البحرين  | مهاجم  | علي حبيب      |
|       | البحرين  | مهاجم  | عيسى موسى     |